# M/V Rescuer
M/V Rescuer är en ambulansbåt i Göteborgs skärgård. Hon är en höghastighetskatamaran, som byggdes av Grovfjord Mekaniske Verksted i Grovfjord i Norge och kom i tjänst i slutet av 2015. Hon är stationerad på Donsö i Göteborgs södra skärgård och är utrustad med en ambulans, som parkeras på däcket.
M/V Rescuer drivs av Northern Offshore Services i Göteborg enligt ett totalentreprenadskontrakt med Sahlgrenska universitetssjukhuset/Västra Götalandsregionen på fem år med möjlighet till förlängning.
Fartyget har en besättning på fyra personer: befälhavare, styrman samt två sjuksköterskor.